# Gemeindeteiledatei
Die Gemeindeteiledatei ist ein Verzeichnis der amtlich benannten Gemeindeteile in Bayern. Es wird seit den 1990er Jahren vom Bayerischen Landesamt für Statistik und Datenverarbeitung und dem Bayerischen Landesvermessungsamt gemeinsam in Form einer CSV-Datei kostenpflichtig herausgegeben und i. d. R. jährlich aktualisiert. In das Verzeichnis aufgenommen werden nur Ortsnamen, die gemäß Artikel 2 (2) der Bayerischen Gemeindeordnung amtlich erteilt wurden oder die bereits 1952 bestanden. In der Ausgabe vom August 2012 führt die Gemeindeteiledatei für 2056 bayerische Gemeinden 42.183 Orte auf.

## Amtliche Ortsverzeichnisse für Bayern
Die amtlichen Ortsverzeichnisse für Bayern erschienen stets anlässlich von Volkszählungen, einige Jahre nach dem jeweiligen Volkszählungsstichtag, nach Auswertung der Erhebungsunterlagen.
Das erste amtliche Werk mit dem Anspruch, alle Ortschaften in Bayern aufzuführen, war das 1877 erschienene  Vollständige Ortschaften-Verzeichniss des Königreichs Bayern, mit Stand und Daten zum Stichtag der Volkszählung 1. Dezember 1871. Weitere Ortschaften-Verzeichnisse des Königlich Bayerischen Statistischen Bureaus bzw. des Bayerischen Statistischen Landesamts erschienen 1888 (Volkszählung 1. Dezember 1885), 1904 (Volkszählung 1. Dezember 1900) und 1928 (Volkszählung 16. Juni 1925) sowie als Amtliches Ortsverzeichnis für Bayern in den Jahren 1952 (Volkszählung 13. September 1950), 1964 (Volkszählung 6. Juni 1961), 1973, 1978 und 1991 (Volkszählung 25. Mai 1987). Die 1973 und 1978 erschienenen Bände beziehen sich beide auf Stand und Daten zum Stichtag der Volkszählung am 27. Mai 1970. Der 1978 erschienene Band ist eine Neuaufbereitung des Materials unter Berücksichtigung der am 1. Mai 1978 abgeschlossenen Gebietsreform in Bayern. Auf Basis des Zensus am 9. Mai 2011 erschien kein neues Ortsverzeichnis.
Da die Begriffe Ort oder Ortschaft in Bayern nicht gesetzlich definiert sind und als Synonym für jeden Wohnplatz verstanden werden können – also auch für Orte, die nicht amtlich benannt wurden – wird das digital geführte Verzeichnis als Gemeindeteiledatei bezeichnet und greift so den in der Bayerischen Gemeindeordnung verwendeten Begriff auf.
Die neun zwischen 1877 und 1991 erschienenen Druckwerke enthielten Angaben zur Wohnbevölkerung der einzelnen Orte und stützten sich dabei auf die Ergebnisse der jeweils vorangegangenen Volkszählung. Zudem waren sie mit einer topografischen Bezeichnung wie Weiler oder Kirchdorf versehen. Diese Bezeichnungen wurden in die Gemeindeteiledatei übernommen, sie weist aber keine Einwohnerzahlen mehr aus. Die in einigen der früheren Veröffentlichungen enthaltenen Lagebeschreibungen wurden in der Datei durch Lagekoordinaten ersetzt.

## Anzahl und topographische Angabe der Gemeindeteile
Die Gemeindeteiledatei aus dem Jahr 2012 enthält Angaben für 42.183 amtlich benannte Gemeindeteile. Häufigste topographische Angaben sind dabei Einöden mit rund 15.000 Einträgen, Dörfer (auch als Pfarrdorf oder Kirchdorf) mit rund 14.300 und Weiler mit knapp 11.000 Einträgen, als Gemeindeteile werden aber beispielsweise auch vier Altersheime oder fünf Elektrizitätswerke geführt. Gemeinde mit der größten Zahl amtlich benannter Orte ist das oberbayerische Teisendorf mit 226 Gemeindeteilen, gefolgt von Dorfen (204 Gemeindeteile) und Gangkofen (171). Durchschnittlich sind in den 2056 bayerischen Gemeinden jeweils rund 20 Orte amtlich benannt, auf eine amtliche Benennung von Gemeindeteilen verzichtet haben aber zum Beispiel die Landeshauptstadt München und etliche Gemeinden in deren Umland.

## Rechtliche Bedeutung
Die amtliche Benennung von Gemeindeteilen erfolgt gemäß Artikel 2 (2) der Bayerischen Gemeindeordnung nicht durch die Kommune selbst, sondern nach Anhörung des Gemeinderats und der beteiligten Gemeindebürger durch den Landkreis oder den Regierungsbezirk als Rechtsaufsichtsbehörde. Neubenennungen sind im Bayerischen Staatsanzeiger zu veröffentlichen und werden nachfolgend in die Gemeindeteiledatei aufgenommen. Dem formal geregelten Verfahren steht dabei keine weitergehende Bedeutung der amtlichen Benennung gegenüber, weil die Bayerische Gemeindeordnung in Kommunen mit weniger als 100.000 Einwohnern keine Vertretungsgremien für einzelne Gemeindeteile vorsieht. Die in den Großstädten zu errichtenden Stadtbezirke sind unabhängig von den amtlichen Ortsnamen gebildet.